# Edwin Taylor Pollock

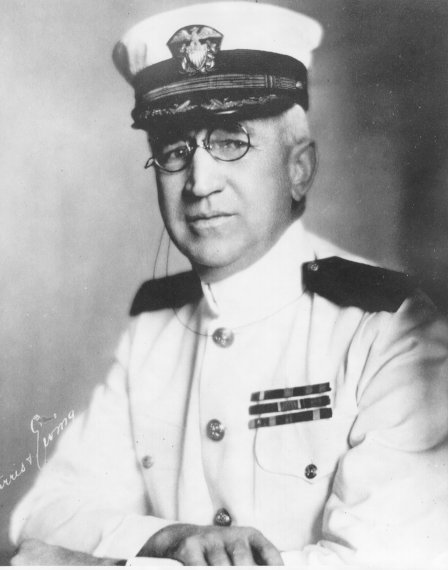
Edwin Taylor Pollock

Edwin Taylor Pollock (* 25. Oktober 1870 in Mount Gilead, Ohio; † 4. Juni 1943 in Washington, D.C.) war ein US-amerikanischer Marineoffizier. Im Jahr 1917 war er Gouverneur der Amerikanischen Jungferninseln; von 1922 bis 1923 übte er das gleiche Amt in Amerikanisch-Samoa aus.

## Werdegang
Im Jahr 1893 absolvierte Edwin Pollock die United States Naval Academy in Annapolis (Maryland). In den folgenden Jahren diente er bis 1927 als Offizier in der United States Navy. Er nahm sowohl am Spanisch-Amerikanischen Krieg von 1898 als auch am Ersten Weltkrieg teil. Er diente auf mehreren Schiffen und erreichte bei seinem Ausscheiden aus dem Militärdienst den Rang eines Captain.
Kurz vor dem Eintritt in den Ersten Weltkrieg erwarben die Vereinigten Staaten einen Teil der Jungferninseln in der Karibik von Dänemark. Damit sollte verhindert werden, dass dort mögliche deutsche Marinestützpunkte entstehen könnten. Präsident Woodrow Wilson ernannte James Harrison Oliver zum ersten Militärgouverneur. Dieser konnte aber nicht umgehend an seinen neuen Bestimmungsort reisen. Daher wurde bestimmt, dass der Kommandant des ersten amerikanischen Kriegsschiffs, das die Jungferninseln erreicht, das Amt des Gouverneurs kommissarisch ausüben sollte. Dies war Edwin Pollock, der einem rivalisierenden Kapitän zeitlich voraus war. Am 31. März 1917 leitete er die Übergangszeremonie des Gebiets an die Vereinigten Staaten. Bis zum Eintreffen von Gouverneur Oliver übte er im Jahr 1917 dessen Amt kommissarisch aus. Danach nahm er aktiv am Ersten Weltkrieg teil. Dabei transportierte er mit seinem Schiff amerikanische Truppen nach Frankreich.
In den Jahren 1922 und 1923 war Pollock als Nachfolger von Waldo E. Evans auch Gouverneur von Amerikanisch-Samoa. Danach leitete er bis zu seinem Eintritt in den Ruhestand im Jahr 1927 das United States Naval Observatory in Washington, D.C. Nach dem Ende seiner Militärzeit lebte Pollock in der Bundeshauptstadt Washington. Zusammen mit seiner Frau erwarb er später ein Haus in Jamestown (Rhode Island). Dort wurde er Leiter der örtlichen Historical Society. In den 1930er Jahren veröffentlichte er auch mehrere Abhandlungen über die Geschichte seiner Familie. Er starb am 4. Juni 1943 und wurde auf dem Nationalfriedhof Arlington in Virginia beigesetzt.